# Bayern-Rundfahrt

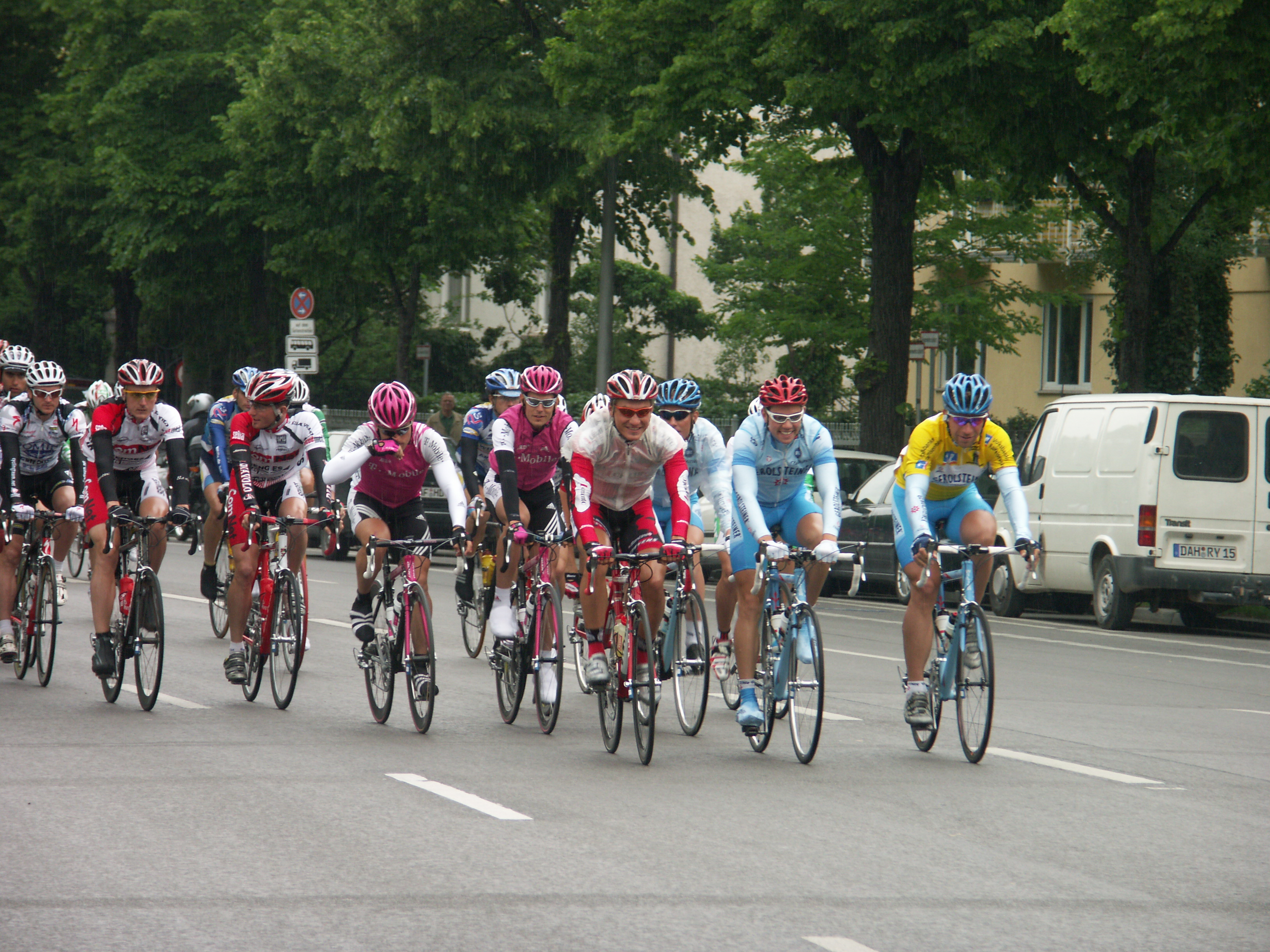
Start der Bayern-Rundfahrt 2004 in München

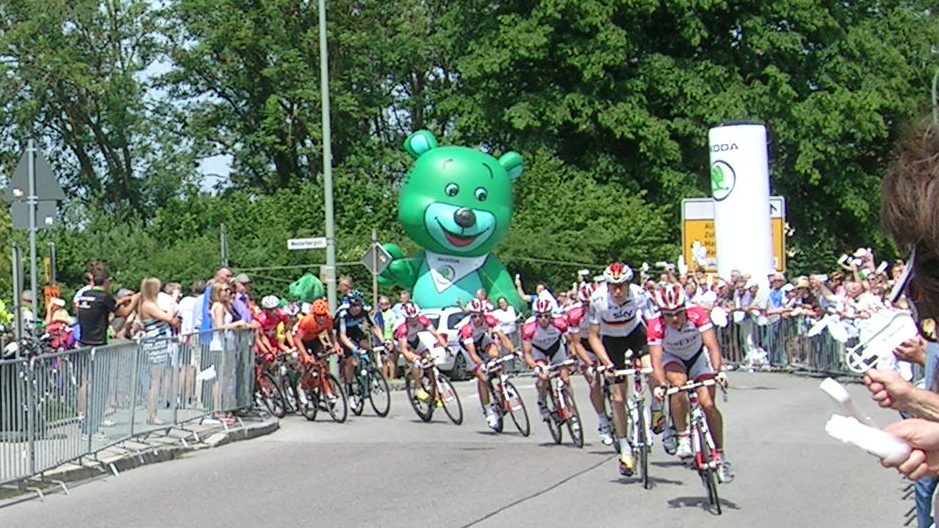
Ankunft des Feldes 2011 in Moosburg

Die Bayern-Rundfahrt war ein jährlich in Bayern ausgetragenes Radsport-Etappenrennen der höchsten Kategorie (HC) der UCI Europe Tour. Nach dem zwischenzeitlichen Ende der Deutschland Tour war die Bayern-Rundfahrt das ranghöchste deutsche Etappenrennen. Der Rückzug des Hauptsponsors führte zu einer Absage der Rundfahrt für die Jahre 2016 und 2017.

## Geschichte
Die Rundfahrt wurde erstmals 1973 als internationales Etappenrennen für Amateure über fünf Etappen veranstaltet und von Andreas Troche gewonnen.
1980 wurde die Rundfahrt vom RV Weiß-Blau München als Internationale Südbayern-Rundfahrt für Senioren ab 35 Jahren ausgetragen. 1982 wurde der Verein RSV Internationale Bayern-Rundfahrt gegründet und der Radius des Rennens auf ganz Bayern ausgedehnt. Nachdem die UCI das Mindestalter für Seniorenfahrer auf 41 Jahre erhöhte, wurde das Konzept geändert. Seit 1989 wurde das Rennen als offenes Radrennen für Profimannschaften und Amateure veranstaltet.
Erster Gesamtsieger wurde 1989 Kai Hundertmarck. 1991 war mit der amerikanischen Mannschaft Motorola zum ersten Mal eine echte Top-Mannschaft am Start. 1997 waren neben dem Team Telekom weitere fünf Profimannschaften am Start. 1999 machte der Radsport-Weltverband UCI aus der Bayern-Rundfahrt die am höchsten eingestufte Länderrundfahrt Deutschlands. Der Zuspruch der Zuschauer nahm ebenfalls immer mehr zu, Zehntausende säumten die Straßen. 2003 nahmen insgesamt 18 Mannschaften an der Bayern-Rundfahrt teil, darunter Team Telekom, Team Gerolsteiner, Crédit Agricole, Saeco und Jean Delatour.
2004 feierte die Bayern-Rundfahrt ihr 25-jähriges Jubiläum: Jens Voigt errang als erster Fahrer den dritten Gesamtsieg, Erik Zabel kam auf 15 Etappensiege. Mehr als 1 Million Zuschauer waren an der Strecke.
2005 stufte der Weltradsportverband UCI das Rennen in die Hors Catégorie (HC) ein. Die Bayern-Rundfahrt gehörte damit zu den wichtigsten Rennen im Rahmen der Europa-Serie. Mit dem vorläufigen Ende der Deutschland Tour (am 17. Oktober 2008 gaben die Veranstalter bekannt, dass 2009 keine Deutschland-Tour ausgetragen wird.) war die Bayern-Rundfahrt damit das ranghöchste deutsche Radsport-Etappenrennen.
Wegen einer Finanzierungslücke von rund 300.000 Euro sagte die Organisation im Dezember 2015 das Rennen für 2016 ab. Für 2017 war eine Neuauflage angestrebt, zu dieser kam es aber aufgrund eines fehlenden Hauptsponsors nicht.

## Wertungen
Bei der Bayern-Rundfahrt gab es, wie bei anderen Rundfahrten, verschiedene Wertungen. Der jeweilige Führende in einer Wertung trug ein Trikot in einer bestimmten Farbe. Die einzelnen Wertungen wurden von unterschiedlichen Firmen gesponsert. Der jeweilige Sponsor wurde auf den Trikots genannt.

### Gesamtwertung
Wie bei der Tour de France trug der Gesamtführende in der Einzelwertung das Gelbe Trikot. Es wurden die Fahrzeiten der Etappen addiert. Die ersten drei Fahrer einer Etappe und die ersten Drei bei Zwischensprints bekamen zusätzlich eine Zeitbonifikation von ihrer Gesamtfahrzeit abgezogen. Im Ziel wurden 10, 6 und 4 Sekunden, bei Zwischensprints 3, 2 und eine Sekunde abgezogen. Gewinner der Rundfahrt war wer nach der letzten Etappe die geringste Fahrzeit hatte.

### Punktewertung
Bei Zieleinläufen erhielten die ersten fünf Fahrer, bei Zwischensprints die ersten drei jeweils 5, 4, 3, 2 und einen bzw. 3, 2 und einen Punkt. Der Fahrer mit den meisten Punkten aus allen Etappen durfte in der jeweils nächsten Etappe das Blaue Trikot tragen. Der Fahrer, der nach der letzten Etappe das Trikot innehatte, hatte die Punktewertung der gesamten Rundfahrt gewonnen.

### Bergwertung
Während einer Etappe konnten eine oder mehrere Bergwertungen gefahren werden. Die Bergwertung gewann jeweils der Fahrer, der als erstes oben am Berg die Wertungslinie überfuhr. Je nach Schwierigkeit der Steigung wurden die Wertungen in zwei unterschiedliche Kategorien eingeteilt. Bei der Kategorie 1, der schwereren Kategorie, bekamen die ersten vier Fahrer 5, 3, 2 bzw. einen Punkt. Bei der Kategorie 2 erhielten die ersten drei Fahrer 3, 2 bzw. einen Punkt. Die Punkte aller Etappen wurden, wie bei der Punktewertung, addiert. Der Führende in der Bergwertung erhielt das Weiße Trikot mit roten Punkten.

### Nachwuchswertung
Der beste Fahrer in der Gesamtwertung, der im Jahr der Austragung höchstens 24 Jahre alt war, bekam das Weiße Trikot. Diese Wertung gab es erst seit 1997 bei der Bayern-Rundfahrt.

## Zusammenfassung der Ereignisse verschiedener Bayern-Rundfahrten

### Bayern-Rundfahrt 2005
Zeitfahr-Spezialist Michael Rich vom Team Gerolsteiner gewann die Gesamtwertung mit knappem Vorsprung auf Alexander Winokurow (T-Mobile).

### Bayern-Rundfahrt 2006
Zum ersten Mal wurde das Rennen von der Union Cycliste International (UCI) in die Hors Catégorie (die höchste Kategorie des Weltradsportverbandes) eingestuft.
16 Mannschaften gingen 2006 an den Start. Darunter die ProTeams Gerolsteiner mit dem Mehrfachsieger Michael Rich, CSC, T-Mobile Team mit Andreas Klöden sowie Patrik Sinkewitz und Milram mit Erik Zabel. Die startenden Professional Continental Teams waren Wiesenhof-Akud aus Deutschland, Intel-Action (Polen), Agritubel (Frankreich), Chocolade Jacques, Unibet.com (beide Belgien), Naturino-Sapore di Mare (Schweiz), Miche, Tenax Salmilano (beide Italien) und Volksbank-Vorarlberg (Österreich).
Die erste Etappe von Gunzenhausen nach Starnberg gewann am 24. Mai 2006 Erik Zabel (Team Milram) vor René Haselbacher und Sebastian Siedler. Die folgende Etappe von Starnberg nach Grassau gewann Gerhard Trampusch vom Team Wiesenhof, der auch die Gesamtwertung anführte. Ralf Grabsch (Team Milram) entkam kurz vor dem Ziel auf der dritten Etappe von Übersee nach Bad Birnbach aus einer 12-köpfigen Spitzengruppe und gewann vor Christian Müller vom Team CSC und dem Brasilianer Murilo Fischer vom italienischen Team Naturino-Sapore di Mare. Gerhard Trampusch führte die Gesamtwertung weiter an.
Beim Einzelzeitfahren von Plattling nach Deggendorf über 25,4 Kilometer am 27. Mai gab es folgende Platzierungen:
1. Beat Zberg (Gerolsteiner): 32:39 Minuten
2. Alberto Martínez (Agritubel): 32:54 Minuten
3. Andreas Klöden (T-Mobile): 33:08 Minuten
4. Brian Vandborg (CSC): 33:10 Minuten

Alberto Martínez übernahm das Gelbe Trikot des Gesamtführenden. Die von heftigen Regenfällen beeinflusste Schlussetappe von Plattling nach Cham am Sonntag, dem 28. Mai 2006 gewann im Sprint einer vierköpfigen Ausreißergruppe Björn Schröder (Milram) vor Peter Wrolich (Gerolsteiner). Pieter Ghyllebert (Chocolade Jacques) gewann den Spurt des Hauptfeldes vor Robert Retschke (Wiesenhof).
Das Ergebnis der Gesamtwertung lautete:
1. Alberto Martínez (Agritubel): 18:52:29
2. Beat Zberg (Gerolsteiner): 18:52:38
3. Luke Roberts (Team CSC): 18:52:48

Die Gesamt-Sprintwertung gewann Pieter Ghyllebert ebenso wie die Gesamt-Bergwertung. Die Gesamt-Nachwuchswertung gewann Hannes Blank vom Team Lamonta.
Das Ergebnis der Gesamt-Mannschaftswertung war:
1. Team CSC: 56:33:18.0
2. Gerolsteiner: 56:33:40.0
3. Agritubel: 56:36:36.0

### Bayern-Rundfahrt 2007
Die Bayern-Rundfahrt war vor dem Start geprägt von der Diskussion um die Doping-Beichte Erik Zabels eine Woche vorher. Im Sprintfinale der ersten Etappe am 30. Mai 2007 von Garmisch-Partenkirchen nach Gundelfingen am 30. Mai 2007 siegte André Schulze vom Team Wiesenhof-Felt vor Stuart O’Grady (CSC) und dem Kölner David Kopp (Team Gerolsteiner). Erik Zabel gewann die zweite Etappe von Gundelfingen nach Eichstätt vor Sebastian Siedler und Stuart O’Grady. Er gewann auch die dritte Etappe von Eichstätt nach Kitzingen vor dem Spanier Javier Benítez (Benfica) und seinem Team-Kollegen Sebastian Siedler und führte in der Gesamtwertung.
Stefan Schumacher vom Team Gerolsteiner holte sich am Samstag den Tagessieg beim Einzelzeitfahren in Rothenburg ob der Tauber und damit auch die Führung in der Gesamtwertung um das Gelbe Trikot, dass er auch am Schlusstag vor Bert Grabsch (T-Mobile) und Jens Voigt (CSC) verteidigte.

### Bayern-Rundfahrt 2008
Die Bayern-Rundfahrt 2008 fand vom 28. Mai bis zum 1. Juni 2008 statt. Christian Knees gewann die Gesamtwertung, der Österreicher Thomas Rohregger die Bergwertung und Gerald Ciolek die Sprintwertung. Sieger in der Teamwertung war Team Gerolsteiner.

### Bayern-Rundfahrt 2009
Die Bayern-Rundfahrt 2009 fand vom 27. bis zum 31. Mai 2009 statt. Linus Gerdemann gewann die Gesamtwertung, der Belgier Thomas De Gendt die Bergwertung und André Greipel die Sprintwertung. Sieger in der Teamwertung war Agritubel. In diesem Jahr kam der Bayern-Rundfahrt eine besondere Bedeutung zu, durch Absage der Deutschland-Tour wurde die Rundfahrt zum wichtigsten deutschen Etappenrennen des Jahres, zudem feierte sie ihr 30-jähriges Jubiläum.

### Bayern-Rundfahrt 2010
Die Bayern-Rundfahrt 2010 fand vom 26. bis zum 30. Mai 2010 statt. Gewinner der Gesamtwertung wurde der Belgier Maxime Monfort. Serafín Martínez gewann die Bergwertung, Leigh Howard die Sprintwertung und Adriano Malori die Nachwuchswertung. Sieger der Teamwertung war die italienische Mannschaft Lampre-Farnese Vini.

### Bayern-Rundfahrt 2011
Die Bayern-Rundfahrt 2011 fand vom 25. bis zum 29. Mai 2011 statt. Gewinner der Gesamtwertung wurde der Brite Geraint Thomas. Pieter Serry gewann die Bergwertung, Edvald Boasson Hagen die Sprintwertung und Thibaut Pinot die Nachwuchswertung. Bester deutscher Fahrer im Gesamtklassement war Andreas Klier vom Team Garmin-Cervélo. Sieger der Teamwertung war die britische Mannschaft Sky ProCycling.

### Bayern-Rundfahrt 2012
Die Bayern-Rundfahrt 2012 fand vom 23. bis zum 27. Mai 2012 statt. Gewinner der Gesamtwertung wurde der Australier Michael Rogers von der Mannschaft Sky ProCycling. Steffen Radochla (NSP-Ghost) gewann die Bergwertung, Alessandro Petacchi (Lampre ISD) die Sprintwertung und Tony Gallopin (RadioShack-Nissan) die Nachwuchswertung. Bester deutscher Fahrer im Gesamtklassement war Christian Knees vom Team Sky ProCycling. Sieger der Teamwertung war die britische Mannschaft Sky ProCycling.

### Bayern-Rundfahrt 2013
Die Bayern-Rundfahrt 2013 fand vom 22. bis zum 26. Mai 2013 statt. Gewinner der Gesamtwertung wurde der Italiener Adriano Malori vom Team Lampre-Merida vor dem britischen Weltmeister und Olympiasieger Geraint Thomas vom Team Sky ProCycling. Stefan Denifl (IAM) gewann die Bergwertung, Grischa Janorschke (Team Nutrixxion Abus) die Sprintwertung und Diego Ulissi (Team Lampre-Merida) die Nachwuchswertung. Bester deutscher Fahrer im Gesamtklassement war der Berliner Simon Geschke. Sieger der Teamwertung war die Schweizer Mannschaft IAM Cycling.

### Bayern-Rundfahrt 2014
Die Bayern-Rundfahrt 2014 fand vom 27. Mai bis zum 1. Juni 2014 statt. Gewinner der Gesamtwertung wurde der britische Olympiasieger Geraint Thomas vom Team Sky ProCycling. Der Kanadier Christian Meier (Orica GreenEdge) gewann die Bergwertung, Sam Bennett (Team NetApp-Endura) die Sprintwertung und Thibaut Pinot (Team FDJ.fr) die Nachwuchswertung. Bester deutscher Fahrer im Gesamtklassement war Christian Knees. Sieger der Teamwertung war die britische Mannschaft Team Sky.

### Bayern-Rundfahrt 2015
Die Bayern-Rundfahrt 2015 fand vom 13. Mai bis zum 17. Mai 2015 statt und wurde in fünf Etappen, darunter ein Einzelzeitfahren, über eine Distanz von insgesamt 830,6 Kilometern ausgetragen. Der Brite Alex Dowsett vom Movistar Team gewann nach seinem Sieg im Zeitfahren auch die Gesamtwertung. John Degenkolb gewann die Sprintwertung, Frederik Veuchelen die Bergwertung. In der Teamwertung siegte das Team Cannondale-Garmin.

## Sieger
| Jahr | Gesamtsieger          | Bergwertung         | Sprintwertung            | U23-Wertung       | Teamwertung                 |
| ---- | --------------------- | ------------------- | ------------------------ | ----------------- | --------------------------- |
| 1973 | Andreas Troche        |                     |                          |                   | LV Berlin                   |
| 1989 | Kai Hundertmarck      | Zbigniew Bens       | Zdzisław Wrona           | –                 | Nordrhein-Westfalen         |
| 1990 | Jörg Paffrath         | Luboš Lom           | Ján Svorada              | –                 | Tschechoslowakei            |
| 1991 | Brian Walton          | Dmitri Tscherkanin  | Mike Weissmann           | –                 | Hessen                      |
| 1992 | Jacques Jolidon       | Dirk Baldinger      | Ralf Fahlen              | –                 | Schweiz                     |
| 1993 | Alexander Kastenhuber | Daniel Lanz         | Dick Dekker              | –                 | Hessen                      |
| 1994 | Pavel Padrnos         | Jaroslav Bílek      | Sergei Smetanin          | –                 | Rotator                     |
| 1995 | Timo Scholz           | Thomas Liese        | Wjatscheslaw Dschawanjan | –                 | Histor Öschelbronn          |
| 1996 | Uwe Peschel           | Sepp Holzmann       | Jeroen Blijlevens        | –                 | RSV Schauff Öschelbronn     |
| 1997 | Christian Henn        | Juris Silovs        | Erik Zabel               | Andreas Klöden    | Team Deutsche Telekom       |
| 1998 | Steffen Kjærgaard     | Guido Wirz          | Søren Petersen           | Jörg Jaksche      | Team Polti                  |
| 1999 | Rolf Aldag            | Torsten Schmidt     | Scott McGrory            | Markus Wilfurth   | Vlaanderen 2002-Eddy Merckx |
| 2000 | Jens Voigt            | Hannes Hempel       | Sven Teutenberg          | Thor Hushovd      | Team Gerolsteiner           |
| 2001 | Jens Voigt            | Bart Voskamp        | Erik Zabel               | Jewgeni Petrow    | Saeco                       |
| 2002 | Michael Rich          | Jürgen Werner       | Jürgen Werner            | Jurij Kriwzow     | Crédit Agricole             |
| 2003 | Michael Rich          | Malte Urban         | Olaf Pollack             | Patrik Sinkewitz  | Team Gerolsteiner           |
| 2004 | Jens Voigt            | Giampaolo Cheula    | Erik Zabel               | Stefan Schumacher | CSC                         |
| 2005 | Michael Rich          | Jurij Kriwzow       | Sebastian Siedler        | Linus Gerdemann   | CSC                         |
| 2006 | Alberto Martínez      | Pieter Ghyllebert   | Pieter Ghyllebert        | Hannes Blank      | CSC                         |
| 2007 | Stefan Schumacher     | Konstantin Schubert | Erik Zabel               | Peter Velits      | CSC                         |
| 2008 | Christian Knees       | Thomas Rohregger    | Gerald Ciolek            | Niki Terpstra     | Team Gerolsteiner           |
| 2009 | Linus Gerdemann       | Thomas De Gendt     | André Greipel            | Stefan Denifl     | Agritubel                   |
| 2010 | Maxime Monfort        | Serafín Martínez    | Leigh Howard             | Adriano Malori    | Lampre-Farnese Vini         |
| 2011 | Geraint Thomas        | Pieter Serry        | Edvald Boasson Hagen     | Thibaut Pinot     | Sky ProCycling              |
| 2012 | Michael Rogers        | Steffen Radochla    | Alessandro Petacchi      | Tony Gallopin     | Sky ProCycling              |
| 2013 | Adriano Malori        | Stefan Denifl       | Grischa Janorschke       | Diego Ulissi      | IAM Cycling                 |
| 2014 | Geraint Thomas        | Christian Meier     | Sam Bennett              | Thibaut Pinot     | Team Sky                    |
| 2015 | Alex Dowsett          | Frederik Veuchelen  | John Degenkolb           | Dylan van Baarle  | Team Cannondale-Garmin      |